# Verlag Klaus Wagenbach
Der Verlag Klaus Wagenbach wurde 1964 von Klaus Wagenbach gegründet, beschäftigt heute 12 Mitarbeiter und veröffentlicht jährlich etwa 60 Bücher. Der Sitz liegt in Berlin. Der Umsatz des zu den mittleren Verlagen zählenden Unternehmens beträgt etwa 2 Millionen Euro. Ein literarischer Schwerpunkt des Verlags Klaus Wagenbach ist Italien.

## Verlagsgeschichte

### Verlagsgründung
Verlagsgründer Wagenbach erlöste das Startkapital zur Verlagsgründung in Höhe von 100.000 DM aus dem Verkauf einer Wiese, die ihm sein Vater geschenkt hatte, sowie einiger beweglicher Güter seines Haushalts und den Einnahmen aus seinem zweiten Buch Franz Kafka in Selbstzeugnissen und Bilddokumenten. Das Startkapital deckte jedoch lediglich die reinen Herstellungskosten der ersten elf Bücher und des kleinen Verlagsalmanachs; Miete und Gehälter, Vertriebs- und Vertreterkosten waren hierbei noch nicht eingeplant.
Zu Beginn wurden die allgemeinen Grundsätze der eigenen Verlagsarbeit zusammen mit Autoren wie Günter Grass, Ingeborg Bachmann, Hans Werner Richter und Johannes Bobrowski festgelegt:
- Die Arbeit des Verlags dient nicht dem Profit, sondern folgt den inhaltlichen Absichten.
- Allen Autoren wird Honoraregalität auf höchstem Niveau und Absicherung vor Missbrauch ihrer Rechte gewährt sowie ein Maximum an Selbstverwirklichung, Mitsprache und Information zugesichert.
- Die Bücher dürfen nicht überteuert sein.
- Die Leser sollen nicht nur durch Texte über die Bücher, sondern auch durch Auszüge aus den Büchern informiert werden, mit einem kostenlosen jährlichen Almanach Zwiebel. In den 1980er Jahren wurde in der Zwiebel eine Bilanzübersicht des Verlages veröffentlicht. Zwingend notwendige Einsparmaßnahmen, bedingt durch das BGH-Urteil zur Ausschüttung durch die VG Wort an die Verlage aus dem Jahr 2016, führten zur Einstellung der Zwiebel. Die Wagenbach-Geschäftsführerin, Susanne Schüssler, bezeichnete die Entscheidung des Gerichts in diesem Zusammenhang als „katastrophal“.[1]

Der erste Sitz des Verlages war in der Jenaer Straße in Berlin-Wilmersdorf.

### 1965 bis 1970
Der Klaus Wagenbach-Verlag bemühte sich von Anfang an um auffällige Buchformate und die originelle Gestaltung seiner Publikationen. Die 1965 erschienenen Erstausgaben zeitgenössischer Autorinnen und Autoren waren in Schwarz gehalten und wurden unter dem Reihentitel Quarthefte bekannt, obwohl sie nicht im Quartformat, sondern im Oktavformat (21,5 × 13 cm) gebunden waren. Beginnend mit Erinnerungen von Kurt Wolff wurden in dieser Reihe Texte von damals noch unbekannten Autoren wie Christoph Meckel und Johannes Bobrowski und von sehr bekannten wie Ingeborg Bachmann, Günter Grass und Hans Werner Richter veröffentlicht, die sich mit je einem Buch am Projekt dieses Verlags beteiligten. Das Serienformat garantierte, dass der Buchhandel zusammen mit den Büchern bekannter Schriftsteller auch solche unbekannterer Autoren vorrätig hielt.
Klaus Wagenbach wollte von Beginn an die Spaltung der Literatur in West- und Ostdeutschland vermeiden und veröffentlichte daher unter anderem den im Westen boykottierten Stephan Hermlin und den im Osten boykottierten Wolf Biermann. Biermanns Balladen, denen Wagenbach den Titel Die Drahtharfe gab, bewirkten, dass der Verlag alle zugesagten Lizenzen aus der DDR verlor und Klaus Wagenbach bis 1973 ein Einreise-, später sogar Durchreiseverbot durch die DDR erhielt, sodass er Westberlin nur mit dem Flugzeug erreichen und verlassen konnte. Damit waren alle „Pläne eines Ost-West-Verlages“ gescheitert.
Ebenfalls 1965 erschien mit Atlas, zusammengestellt von deutschen Autoren die erste Anthologie, ein Genre, das der Verlag stets pflegte.
1966 lernte Klaus Wagenbach Erich Fried kennen, dessen Gedichtband Und Vietnam und er im selben Jahr veröffentlichte. Großer Erfolg kam für Fried erst 1979 mit der Veröffentlichung seines 17. Buches, den Liebesgedichten, die bis heute einer der Bestseller des Verlages sind und mehr als 250.000 Mal verkauft wurden. Wagenbach und Fried waren bis zu Frieds Tod 1988 befreundet.
Im Herbst 1967 erschien die erste „Quartplatte“ (acht Autoren lesen aus ihren Quartheften), die 1968 aufgrund breiteren Interesses in Serie ging. Im gleichen Jahr wurden u. a. die Sprechgedichte von Ernst Jandl, den Wagenbach bei einer Autorenlesung kennengelernt hatte, als Quartplatte veröffentlicht.
Ebenfalls 1968 erschienen das Lesebuch. Deutsche Literatur der sechziger Jahre (eine laut Verlag nonkonformistische Alternative zum gewöhnlichen Deutschschulbuch und bis heute eines der erfolgreichsten Bücher des Verlages) und der erste Tintenfisch (ein Jahrbuch für Literatur).
Auch die Gründung der Reihe Rotbücher erfolgte 1968. Die Rotbücher waren eine ausschließlich der Neuen Linken und der außerparlamentarischen Opposition (APO) gewidmete Buchreihe, die eine politisch-theoretische Ergänzung der belletristischen Literatur im Verlagsprogramm darstellen sollte.
1969 begann der Verlag mit der von anderen Verlagen abgelehnten Gesamtausgabe der Shakespeare-Übersetzungen von Erich Fried. Ab Sommer 1970 wurde die Vierteljahrsschrift Kursbuch vom Verlag Klaus Wagenbach verlegt und von Hans Magnus Enzensberger weiterhin herausgegeben, nachdem der Suhrkamp Verlag es aus politischen Gründen ablehnte, die Zeitschrift fortzuführen. Zur Sicherung der Unabhängigkeit wurde eigens die Kursbuch GmbH gegründet.

### Kollektive Verlagsverfassung
Ende 1969 initiierte Wagenbach das Experiment einer kollektiven und solidarischen Verlagsarbeit. Dies beinhaltete, dass der Verlag als einer der ersten in der Bundesrepublik ein Statut bekam, das die Rechte und Pflichten aller Mitarbeiter – auch der Eigentümer – klar regelte. In seinen wesentlichen Punkten sah es eine weitgehende Mitbestimmung der Verlagsangehörigen bei allen ökonomischen Prozessen, gleiches Gehalt für alle Mitarbeiter und regelmäßige Besprechungen aller wichtigen Angelegenheiten vor. Bei dieser Verlagsverfassung wurde das Lektorat von der Kollektivierung ausdrücklich ausgeschlossen und erhielt eine autonome Verfassung. Manuskripte wurden jeweils von den drei Lektoren des Verlages lektoriert und nur bei Zustimmung aller drei veröffentlicht. 1971 wandelte Klaus Wagenbach seinen Verlag in eine GmbH mit zwei Gesellschaftern um, wodurch er dem Kollektiv die Hälfte seiner Verlagsanteile schenkte.

### 1970 bis 1984
Im Jahr 1972 kam es zu heftigen Auseinandersetzungen über die autonome Lektoratsverfassung. Klaus Wagenbach hielt Entscheidungen über die Manuskriptauswahl für nicht kollektivierbar und hatte der Kollektivierung seines Verlags seinerzeit nur unter der Voraussetzung der Lektoratsautonomie zugestimmt.
Am 13. Mai 1973 fand eine Generalversammlung unter Anwesenheit der Autoren statt, bei der nach fast zehnstündiger Diskussion einige Autoren die Spaltung des Verlages vorschlugen und sich alle bis auf drei für die Gründung eines neuen Verlags Klaus Wagenbach entschieden. Klaus Wagenbach schied mit seiner Frau, Katharina Wagenbach-Wolff, und Wolfgang Dreßen mit erheblichem finanziellem Verlust aus dem Verlagskollektiv sowie der Kursbuch-GmbH aus und verlor zudem den Serientitel Rotbücher sowie die Rechte am Namen des Verlagsalmanachs Das schwarze Brett. So entstand neben dem Verlag Klaus Wagenbach der Rotbuch Verlag.
1971 verlor Wagenbach einen Prozess um Bambule, die literarische Vorlage eines Fernsehspiels von Ulrike Meinhof. Im selben Jahr veröffentlichte das Kollektiv in der Reihe Rotbuch ein Manifest der Rote Armee Fraktion (RAF) mit dem Titel „Über den bewaffneten Kampf in Westeuropa“, das zusammen mit dem „Roten Kalender für Schüler und Lehrlinge, 1972“ die Berliner Staatsanwaltschaft dazu veranlasste, Hausdurchsuchungen im Verlag vorzunehmen und beide Publikationen sowohl im Verlag als auch in den Buchhandlungen zu beschlagnahmen, da diese Schriften Aufforderungen zur Gewalt und kriminellen Vereinigung sowie Anstiftung zur Sachbeschädigung enthielten. Es folgten Klagen unter anderem auch wegen des „Roten Kalenders 1973“, in dem Klaus Wagenbach die Erschießung zweier Studenten durch die Polizei als „Ermordung“ titulierte, was ihm eine Beleidigungsklage einbrachte. Er wurde in erster Instanz freigesprochen, verlor aber, nachdem der Polizeipräsident Revision einlegte, und wurde zu einer Strafe von 1.800 DM sowie 20.000 DM Gerichtskosten verurteilt. Klaus Wagenbach verlor jeden seiner vier Prozesse in den Jahren 1974/75. Er wurde zu Geldstrafen und einer Gefängnisstrafe von neun Monaten auf Bewährung verurteilt.
1975 änderte Wagenbach das Verlagskonzept: die neue Buchreihe Wagenbachs Taschenbücherei (WAT) enthielt gegen den allgemeinen Trend literarische und politische Texte der jeweiligen Zeit. Diese Reihe erhielt das Motto: „Lasst uns Denken und Laune anstiften statt vorschreiben. Und den Kopf schütteln, das heißt lockern.“. Der Verlag begann seinen Schwerpunkt dahingehend zu verändern, dass er in zunehmendem Maße italienische Literatur veröffentlichte.
1979 erhielt Klaus Wagenbach seine erste öffentliche Anerkennung: Der „Verband der deutschen Kritiker“ verlieh ihm den „Kritikerpreis 1979 für Literatur“ für die Anthologie Vaterland, Muttersprache – Deutsche Schriftsteller und ihr Staat.
Wegen schwindenden Leserinteresses an politischer Literatur gab der Verlag 1981 die Buchreihe Politik auf, band allerdings deren wichtigste Bücher um und integrierte sie in die Taschenbücherei und in das 1981 entstehende Allgemeine Programm. Dieses Allgemeine Programm/Reihe Sachbuch besteht bis heute und vereinigt umfangreiche wissenschaftliche Texte und großformatige Bücher, die den Absichten des Verlages entsprechen: die Verbreitung von Kunst- und Sozialgeschichtlichem, Philosophie und politisch-analytischen Werken mit linkem emanzipatorischem Charakter, die von anderen Verlagen abgelehnt wurden.
1984 wurde zum 20-jährigen Verlagsbestehen der Fintentisch herausgegeben, ein umfangreicher Almanach zur Verlagsgeschichte mit ausgewählten Gedichten und Texten aus Publikationen vergangener Jahre.
In den 1970er Jahren verlegte Wagenbach weitere Tonaufnahmen der Gedichte Ernst Jandls, die in Druckform ihre Wirkung nicht vollständig entfalten.

### 1985 bis 2002
1987 gründete der Verlag die Reihe SALTO, deren Bücher nach klassischer handwerklicher Tradition hergestellt und in leuchtend rotes Leinen gebunden werden; damit sollen Texte der zeitgenössischen Literatur in einer klassischen Form präsentiert werden. In der Reihe erschienen Werke von Erich Fried, Carlo Emilio Gadda, Djuna Barnes und Virginia Woolf. SALTO erwies sich als erfolgreich, insbesondere auch im Bereich des Geschenkbuchs.
1988 begründet Klaus Wagenbach die Reihe Kleine Kulturwissenschaftliche Bibliothek, die hauptsächlich wissenschaftliche Essays enthält. 1989 erschien zum 25-jährigen Verlagsjubiläum der Almanach Das schwarze Brett, der auf dem Fintentisch basierte.
1990 erhielt Klaus Wagenbach vom römischen Kulturgüterministerium den mit 33.000 DM (ca. 17.000 EUR) dotierten Preis „Il Premio Nazionale per la Traduzione“ für die Verbreitung italienischer Literatur im deutschen Sprachraum.
1993 begann das umfangreichste Projekt des Verlages: Die Veröffentlichung der Gesamtwerke von Erich Fried mit zum Teil bisher unveröffentlichten Texten des Lyrikers.
1997 fand eine Umgestaltung der Taschenbücher statt, 1998 wurde die CD/MC-Reihe Wagenbachs LeseOhr begründet.
2002 übergab Klaus Wagenbach die Leitung seines Verlags seiner Ehefrau, Susanne Schüssler. Wagenbach blieb jedoch im Verlag weiterhin als Lektor und Berater tätig und war mit seiner Tochter Nina, die den Vertrieb leitet, Teil der Geschäftsführung.

### Seit 2002
2004 erschienen die ersten Bände der berühmten Vite, mit denen Giorgio Vasari Mitte des 16. Jahrhunderts die europäische Kunstgeschichte begründete. Die Edition Giorgio Vasari mit 45 Bänden wird vom Kunsthistorischen Institut in Florenz bearbeitet.
Das Literaturprogramm internationalisiert sich mit Entdeckungen aus dem italienisch-, spanisch-, französisch- und englischsprachigen Ausland, immer häufiger auch aus Übersee und Afrika.
Die Reihe SALTO feierte 2007 ihren 20. Geburtstag: Mit 1,4 Millionen verkauften Exemplaren, 150 erschienenen und davon 105 noch lieferbaren Titeln sind die Bände im roten Leinen längst zum Markenzeichen des Verlags geworden.
Nach 25 Jahren erwecken Susanne Schüssler und die Politikwissenschaftlerin Patrizia Nanz die Reihe Politik bei Wagenbach 2008 zu neuem Leben: meinungsstarke Bücher für eine Kultur der Einmischung und des demokratischen Streits.
Im selben Jahr veröffentlichte der Verlag mit Die souveräne Leserin von Alan Bennett erstmals einen Bestseller, 230.000 Exemplare wurden allein in den ersten sechs Monaten verkauft. 2010 kam Vittorio Magnago Lampugnanis Opus magnum Die Stadt im 20. Jahrhundert mit 960 Seiten und 640 Abbildungen (davon die meisten farbig) heraus. Zunehmend erscheinen auch deutschsprachige Autorinnen und Autoren wie Milena Michiko Flašar oder Katharina Mevissen.
Die Autoren des Verlags wurden vielfach ausgezeichnet, unter anderem Daniel Alarcón mit dem Internationalen Literaturpreis, Horst Bredekamp mit dem Max-Planck-Forschungs- sowie dem Aby-M.-Warburg-Preis, Milena Michiko Flašar mit dem Literaturpreis Alpha, Sergio Pitol mit dem Cervantes, Tiziano Scarpa mit dem Premio Strega, Klaus Wagenbach mit dem Österreichischen Toleranzpreis und Victor Zaslavsky mit dem Hannah-Arendt-Preis.
Im Jahr 2014 feiert der Verlag seinen 50. Geburtstag, mit vielen neuen Autoren und Büchern sowie einem großen Fest im Maxim-Gorki-Theater in Berlin. Ein Quartheft mit dem Titel Buchstäblich Wagenbach bringt eine Rückschau des Verlags mit vielen seiner Autoren. Von Mai bis Juli 2014 fand eine Ausstellung über den Verlag in der Staatsbibliothek Preußischer Kulturbesitz in Berlin statt, weitere Stationen dieser Ausstellung waren das Haus des Buches in Leipzig sowie das Literaturhaus Stuttgart.
Seit 2015 ist Susanne Schüssler alleinige Gesellschafterin des Verlags. 2018 erhielt der Verlag als „Wahrzeichen der Berliner Verlags- und Kulturszene“ den mit 35.000 Euro dotierten Berliner Verlagspreis. Außerdem stand der Roman Alle, außer mir der italienischen Autorin Francesca Melandri wochenlang auf der Spiegel-Bestsellerliste. Im selben Jahr wurde Susanne Schüssler vom BuchMarkt zur Verlegerin des Jahres gewählt. 2019 erhielt er den Deutschen Verlagspreis.
Die 2019 lancierte Reihe Digitale Bildkulturen, herausgegeben von Annekathrin Kohout und  Wolfgang Ullrich, diskutiert die wichtigsten neuen Formen und Verwendungsweisen von Bildern im digitalen Kontext und ordnet diese kulturgeschichtlich ein. Die bereits erschienen 24 Ausgaben der kleinformatigen Sachbuchreihe greifen den Gedanken der Wagenbachschen Kleinen Kulturwissenschaftlichen Bibliothek auf.

## Werke
- Klaus Wagenbach: Der Verlag Klaus Wagenbach. Wie ich hineinkam und wie er zwischen 1965 und 1980 aussah. In: Rita Galli (Hrsg.): Ausgerechnet Bücher. Einunddreissig verlegerische Selbstporträts. Ch. Links Verlag, Berlin 1998, ISBN 3-86153-167-4, S. 96–105, books.google.de

## Film
- Über Leben mit Büchern. Eine linke Verlagsgeschichte auf YouTube, Dokumentarfilm, Deutschland, 2014, 43 Min., Buch und Regie: Margit Kapp und Árpád Bondy, Sprecherin: Eva Mattes, Produktion: Árpád Bondy Filmproduktion, rbb, Radio Bremen,  Erstsendung: 18. März 2014 bei rbb